# BID-Bereich
Die verwandten Bereiche der Bibliotheks-, Informations- und Dokumentationswissenschaft (BID) beschäftigen sich alle
im weitesten Sinne mit Information und Wissen. In der Dokumentationswissenschaft geht es vor allem um die Sammlung und Verarbeitung von Informationen zu deren Auffindbarmachung. Auch die Bibliothekswissenschaft widmet sich dieser Aufgabe, jedoch bereitet sie die Ergebnisse für die Nutzung in Bibliotheken auf. Das vielfältige Themenspektrum der Informationswissenschaft beinhaltet einen Schwerpunkt auf der allgemeinen Analyse von Informationsprozessen und weist eine größere Nähe zur Informatik auf als die anderen beiden Disziplinen. Während sich unter anderem im englischsprachigen Ausland die Library and Information Science eher als zusammenhängendes Sachgebiet versteht, ist in Deutschland noch immer eine Trennung in diese drei Bereiche festzustellen.
Weitere im Informationsbereich tätige Einrichtungen sind Nachrichten- und Presseagenturen und die Presse. Anstatt für die Informationssuche selbst diese Einrichtungen in Anspruch zu nehmen, kann man auch durch einen so genannten Informationsbroker oder Pressedienste suchen lassen.

## Einrichtungen des BID-Bereiches
- Archive
- Beratungsstellen und Informationsdienste (z. B. Verbraucherberatung und Statistisches Bundesamt)
- Bibliotheken
- Fachinformationseinrichtungen
- Museen

Viele Facheinrichtungen unterhalten gleichzeitig Dokumentationszentrum, Bibliothek und Archiv und bieten ihre Bibliographien als Datenbank an.
Ob es zu einem Thema ein eigenes Dokumentationszentrum gibt, hängt vor allem davon ab, ob sich ein Geldgeber dafür findet. Dies wiederum wird u. a. von der wissenschaftlichen Relevanz des Themas und der Möglichkeit einer Abgrenzung gegenüber anderen Disziplinen bestimmt.

## Vereinigungen
Vereinigungen aus dem Bibliothekarischen Bereich sind unter Bibliothekarische Vereinigungen zusammengefasst.
Die Deutsche Gesellschaft für Informationswissenschaft und Informationspraxis e. V. (DGI, bis 1999 DGD) ist eine Interessenvereinigung von Berufstätigen und Wissenschaftlern im Bereich Informations- und Dokumentationswissenschaft. Vergleichbare Vereinigungen sind die Österreichische Gesellschaft für Dokumentation und Information (ÖGDI) und die Schweizerische Vereinigung für Dokumentation (SVD/ASD).
Darüber hinaus gibt es Fachgesellschaften im Bereich der Informations- und Bibliothekswissenschaft und in verwandten Fachdisziplinen, z. B.:
- Gesellschaft für Klassifikation
- Informationszentrum für Terminologie (INFOTERM,[5] Österreich)

## Studium und Lehre
Das Fach Bibliotheks- und Informationswissenschaft wird an deutschen Universitäten und Hochschulen für angewandte Wissenschaften gelehrt und beforscht. 
Es ist an folgenden Hochschulen vertreten:
- Humboldt-Universität zu Berlin
- HAW Hamburg
- Hochschule Hannover
- Universität Hildesheim
- Fachhochschule Potsdam
- Hochschule für Technik, Wirtschaft und Kultur Leipzig (HTWK Leipzig)
- TH Köln
- Hochschule Darmstadt
- Universität Regensburg
- Hochschule für den öffentlichen Dienst Bayern
- Hochschule der Medien Stuttgart

Es existieren teilweise separate Studiengänge für Informationswissenschaften oder auch für das Archivwesen an deutschen Hochschulen.  